# راسکریا
راسکریا (به لاتین: Roscrea) یک منطقهٔ مسکونی در جمهوری ایرلند است که در North Tipperary واقع شده‌است. راسکریا ۵٬۴۴۶ نفر جمعیت دارد و ۱۲۶ متر بالاتر از سطح دریا واقع شده‌است.